# 419 a. C.
El año 419 a. C. fue un año del calendario romano prejuliano. En el Imperio romano se conocía como el Año del Tribunado de Lanado, Rutilo, Tricipitino y Axila (o menos frecuentemente, año 335 Ab urbe condita). 

## Acontecimientos
- Ciudadanos de Esparta atacan a su rey Agis II.
- Argos, con el apoyo de fuerzas atenienses dirigidas por Laques y Nicóstrato, ataca la ciudad aliada de Esparta, Orcómeno de Arcadia y sitian Mantinea.

- Datos: Q232998